# República da China e as armas de destruição em massa
A República da China (Taiwan) nega ter armas de destruição em massa. Não há nenhuma evidência que Taiwan possua quaisquer armas químicas ou nucleares embora já tivesse armas nucleares no passado.

## Armas nucleares

### Programa de pesquisa
O desenvolvimento de armas nucleares pela República da China tem sido uma questão controversa, uma vez que tem sido citada pela República Popular da China como uma razão para atacar Taiwan. Os Estados Unidos, na esperança de evitar a escalada das tensões no Estreito de Taiwan, tem continuamente contrário a armar a República da China com armas nucleares. Assim, a República da China adere aos princípios do Tratado de Não Proliferação Nuclear e afirmou que não tem intenção de produzir armas nucleares. Pesquisa nuclear no passado da República da China faz com que seja um "limiar" estado nuclear.
Em 1967, um programa de armas nucleares começou sob os auspícios do Instituto de Pesquisas Energéticas e Nucleares (INER) no Instituto Chungshan de Ciência e Tecnologia. A República da China foi capaz de adquirir tecnologia nuclear do exterior (incluindo um reator de pesquisa do Canadá e plutônio de baixa qualidade dos Estados Unidos), alegadamente por um sistema de energia civil, mas na verdade foi para desenvolver combustível para armas nucleares.
Durante a década de 70, a República da China tinha um programa ativo para produzir plutônio com reatores de água pesada. No entanto, depois a Agência Internacional de Energia Atômica encontrou evidências na República da China de esforços para produzir plutônio para armas, Taipé concordou em setembro de 1976 sob a pressão dos Estados Unidos para desmantelar seu programa de armas nucleares. Um estudo da MITRE Corporation, em 1977 incluiu Taiwan em uma lista de "inseguros" estados-membros com capacidade nuclear e técnica para desenvolver armas nucleares e as motivações de segurança para contemplar a sério tal opção. Os outros estados foram Israel, África do Sul, Coreia do Sul, e Iugoslávia. A Comunidade de Inteligência dos Estados Unidos acredita que a República da China também tinha projetado dispositivos adequados para o teste nuclear.
Um programa secreto foi revelado quando o coronel Chang Hsien-yi, vice-diretor de pesquisa nuclear do INER, que estava trabalhando secretamente para a CIA, desertou para os Estados Unidos em dezembro de 1987 e entregou documentos comprometedores. O General Hau Pei-tsun alegou que os cientistas em Taiwan já haviam produzido uma reação nuclear controlada. Sob pressão dos Estados Unidos, o programa foi interrompido.
Durante a crise de 1995-1996 do Estreito de Taiwan, República da China, em seguida, o presidente Lee Teng-hui propôs reativar o programa, mas foi forçado a recuar alguns dias depois de intensas críticas.

### Situação atual
Não há nenhuma evidência de que a República da China possui qualquer arma nuclear ou qualquer programa para produzi-los, apesar de ter a capacidade tecnológica em geral para desenvolver a capacidade de enriquecer urânio ou plutônio. As usinas nucleares da República da China usam urânio enriquecido importado e estão sujeitos à inspeção da Agência Internacional de Energia Atômica.
A República Popular da China anunciou que qualquer posse de armas nucleares da República da China é motivo para um ataque imediato. As tentativas dos oficiais da República da China para formar um diálogo com a República Popular da China sobre o assunto das armas de destruição em massa foram rejeitadas.

## Armas químicas
A República da China pode estar em posse de pequenas quantidades de sarin. No entanto, o governo da República da China declarou que tais materiais são apenas para fins de pesquisa de defesa e que não tem qualquer intenção de produzir armas químicas ofensivas.

## Tecnologia de mísseis
Em resposta ao anúncio ex-Ministro da Defesa, Tsai Ming-hsien que a República da China desenvolveu mísseis de médio alcance, o Ministério da Defesa Nacional (MND) disse que ele "deveria ser mais consciente sobre segurança nacional". No livro "God Bless Taiwan", Tsai afirmou que o míssil tinha sido disparado em um teste no sul de Taiwan em fevereiro de 2008 e que o seu desempenho era confiável.

## Ratificação dos tratados internacionais
A República da China, ratificou o Protocolo de Genebra em 7 de agosto de 1929 e o Tratado de Não Proliferação Nuclear (TNP), em 1970. Na sequência a Resolução 2758 da Assembléia Geral das Nações Unidas de 1971, as Nações Unidas não reconhece a República da China como uma entidade política legítima, e como tal não reconhece qualquer direito que a República da China deve se juntar a tratados multilaterais internacionais. Por causa de sua condição política controversa, a República da China não foi autorizada a se juntar tanto a Convenção sobre as Armas Biológicas, nem a Convenção sobre as Armas Químicas, mas no entanto, declarou que vai respeitar os tratados. Além disso, afirmou que vai continuar a respeitar o TNP, apesar da controvérsia sobre a condição política.